# The Hello Goodbye Man
The Hello Goodbye Man è una serie televisiva britannica in 6 episodi trasmessi per la prima volta nel corso di una sola stagione nel 1984.

## Personaggi e interpreti
- Denis Ailing (6 episodi, 1984), interpretato da Ian Lavender.
- Jennifer Reynoldston (6 episodi, 1984), interpretata da Mary Tamm.
- Ken Harrington (6 episodi, 1984), interpretato da Paul Chapman.
- Glenn Harris (6 episodi, 1984), interpretato da Dominic Guard.
- Mr. Cookham (2 episodi, 1984), interpretato da Peter Russell.

## Produzione
La serie fu prodotta da British Broadcasting Corporation Il regista è Alan J.W. Bell, lo sceneggiatore David Nobbs.

## Distribuzione
La serie fu trasmessa nel Regno Unito dal 5 gennaio 1984 al 9 febbraio 1984 sulla rete televisiva BBC Two.

## Episodi
| Stagione       | Episodi | Prima TV Regno Unito |
| -------------- | ------- | -------------------- |
| Prima stagione | 6       | 1984                 |